# استان قزاق-توووز

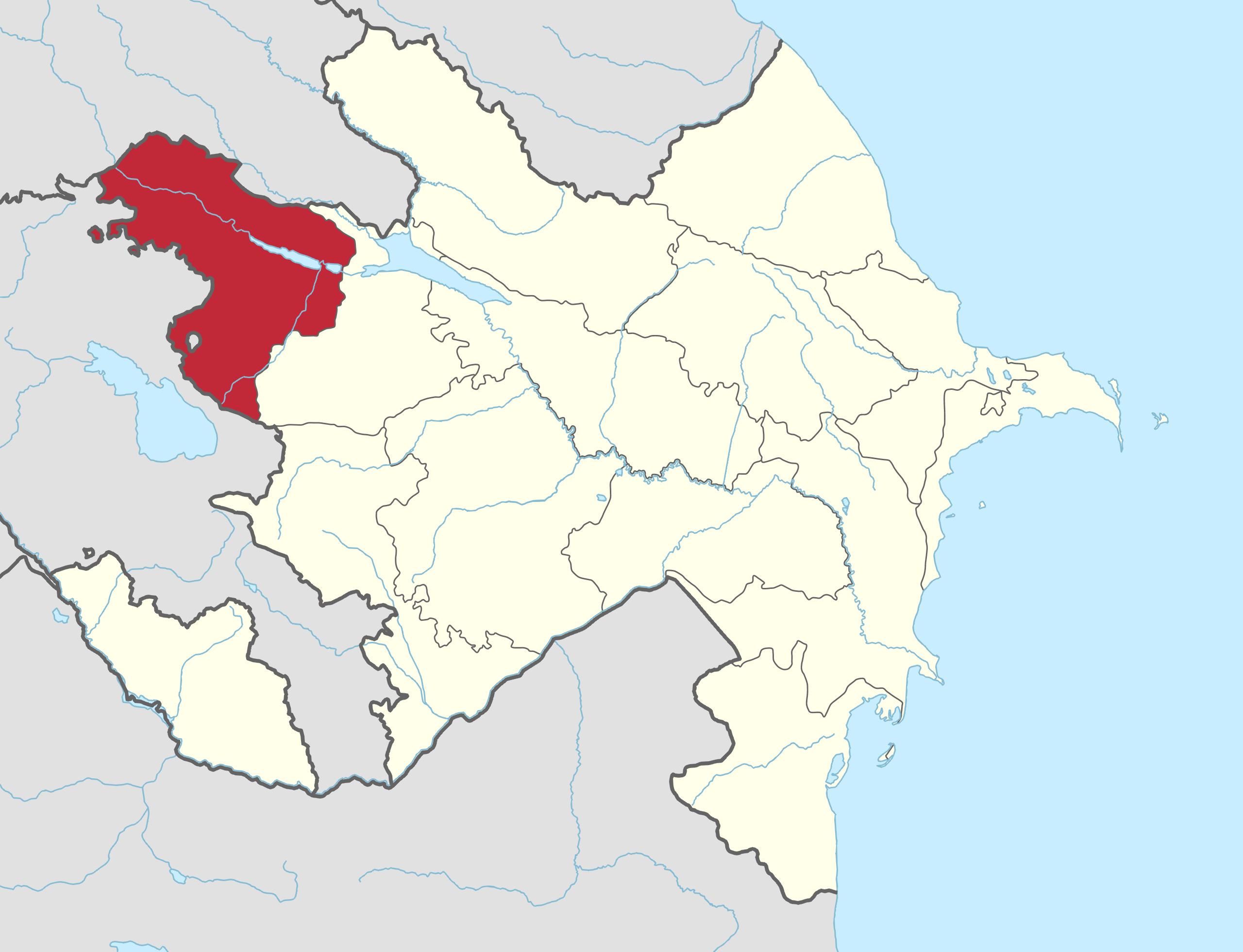
موقعیت استان قزاق-توووز در نقشهٔ تقسیمات کشوری جمهوری آذربایجان.

استان قزاق-توووز (به ترکی آذربایجانی: Qazax–Tovuz İqtisadi Rayonu) یکی از بخش‌های ۱۴ گانهٔ سطح اول تقسیمات کشوری در جمهوری آذربایجان است. شهر شمکر، پرجمعیت‌ترین شهر آن است.
این استان با ۷٬۰۳۰ کیلومتر مربع وسعت، چهارمین بخش کشور و با ۶۸۴٬۵۰۰ نفر جمعیت در سال ۲۰۲۰، پنجمین بخش کشور محسوب می‌شود.
استان قزاق-توووز از سمت شمال به کشور گرجستان، از سمت جنوب و غرب به کشور ارمنستان و از سمت شرق به استان گنجه-داش‌کسن محدود شده است.
این استان به ۵ قسمت شامل ۵ «شهرستان» یا «منطقه» (Rayon) تقسیم شده است:

## فهرست شهرهای تابع جمهوری
ندارد.

## فهرست شهرستان‌ها
| ردیف | نام شهرستان | مساحت (کیلومتر مربع) | جمعیت (۲۰۰۹) | جمعیت (۲۰۱۹) | جمعیت (۲۰۲۰) | رتبه در کشور |
| ---- | ----------- | -------------------- | ------------ | ------------ | ------------ | ------------ |
| ۱    | شمکر        | ۱٬۶۶۰                | ۱۹۱٬۴۰۰      | ۲۱۷٬۲۰۰      | ۲۱۹٬۵۰۰      | ۷            |
| ۲    | توووز       | ۱٬۹۴۰                | ۱۵۷٬۹۰۰      | ۱۷۵٬۵۰۰      | ۱۷۷٬۲۰۰      | ۱۳           |
| ۳    | گده‌بی       | ۱٬۲۳۰                | ۹۳٬۷۰۰       | ۱۰۰٬۴۰۰      | ۱۰۰٬۹۰۰      | ۳۴           |
| ۴    | قزاق        | ۷۰۰                  | ۸۹٬۴۰۰       | ۹۷٬۶۰۰       | ۹۸٬۴۰۰       | ۳۸           |
| ۵    | آغستفا      | ۱٬۵۰۰                | ۸۰٬۲۰۰       | ۸۷٬۹۰۰       | ۸۸٬۵۰۰       | ۴۳           |